# تضاريس

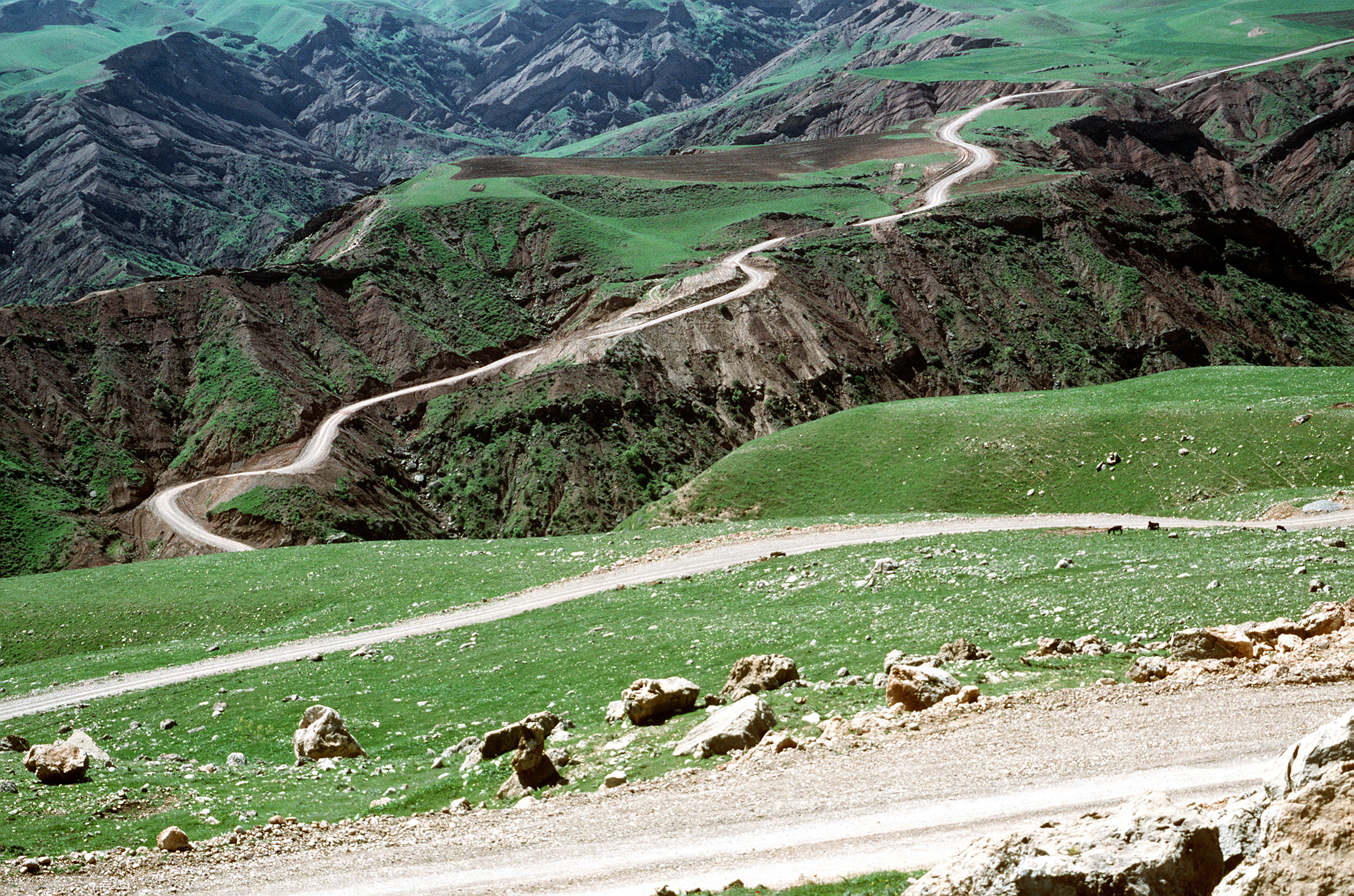
تضاريس جبلية شمال العراق

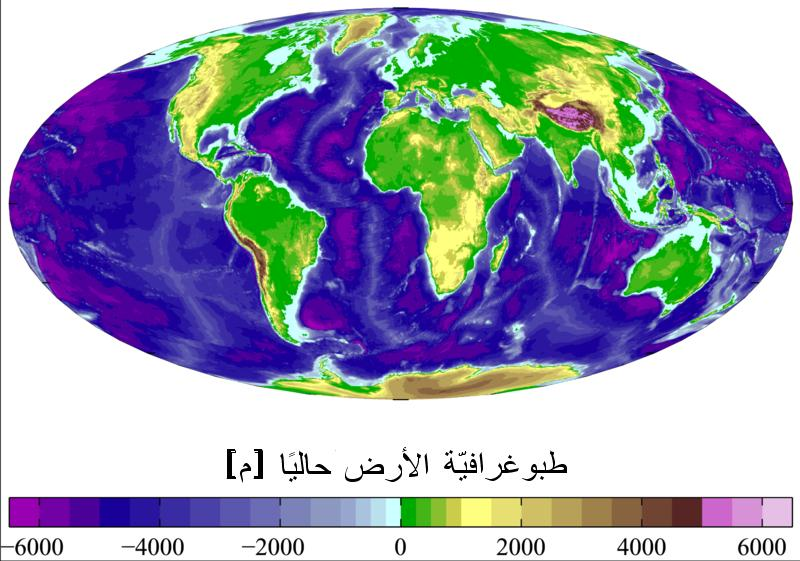
القياسات الأرضية الحالية الخاصة بـ الارتفاعات عن سطح الأرض والأعماق عن سطح الأرض. البيانات من نموذج التضاريس الرقمية بقاعدة التضاريس التابعة لـ المركز الوطني للبيانات الجيوفيزيائية.

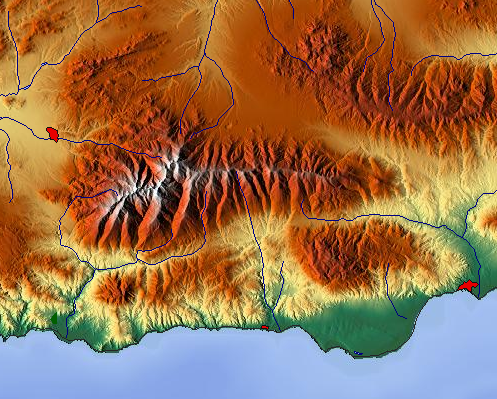
خريطة تضاريس سييرا نيفادا

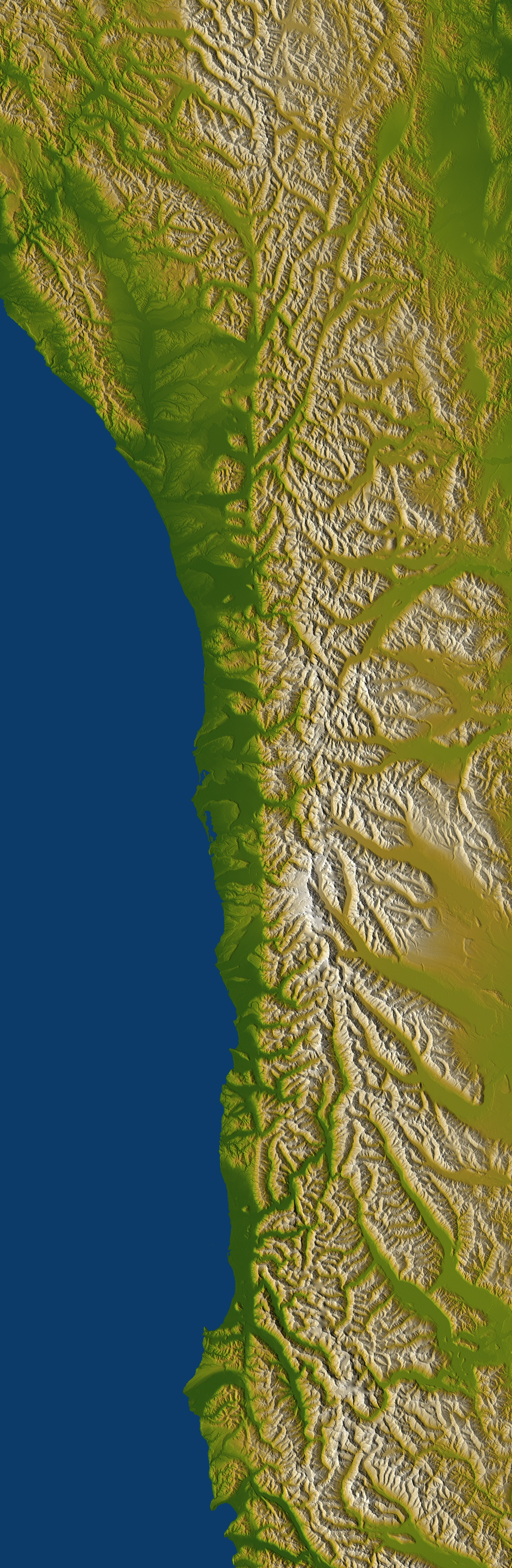
صورة مظللة وملونة (لتحسين ظهور التضاريس) من التضاريس المتنوعة من بعثة طوبوغرافيا رادار المكوك. وهذا يظهر نموذج ارتفاع صدع جبال الألب في نيوزيلندا الواقع بطول حوالي 500 كم (300 ميل). ويحاط الجرف بسلسلة واسعة من التلال بين الصدع وجبال الألب الجنوبية في نيوزيلندا. الاتجاه الشمال الشرقي ناحية الأعلى.

التضاريس أو رسم الخرائط الأرضية، هي البعد الرأسي والأفقي لسطح الأرض. وعند ذكر تضاريس ما تحت الماء يُستخدم المصطلح قياس الأعماق.
ويستخدم مصطلح التضاريس كمصطلح عام في الجغرافيا الطبيعية، للإشارة إلى موقع الأرض. وعادة ما يعبر عن هذا من حيث الارتفاع والانحدار واتجاه الخصائص التضاريسية.

## الأهمية
ويعد فهم التضاريس أمرًا بالغ الأهمية لأسباب كثيرة:
- تحدد تضاريس المنطقة إلى حد كبير مدى صلاحيتها لإقامة المستوطنات البشرية: تُفضل السهول الغرينية والمسطحة كتربة زراعية عن المرتفعات الحادة الصخرية.
- وفيما يتعلق بالجودة البيئية والزراعة وعلم المائيات، فإن فهم تضاريس المنطقة يتيح فهم حدود حوض التصريف وسمات التصريف وحركة المياه، وأثرها على نوعية المياه. وتستخدم المصفوفات المعقدة لبيانات الخرائط المجسمة كمؤشرات إدخال لـ نماذج النقل الهيدرولوجي (مثل نموذج إدارة مياه الأمطار أو محاكاة ديناميكية التيار ونموذج التقييم) للسماح بالتنبؤ بـ نوعية المياه في الأنهار.
- كما يدعم فهم التضاريس أيضًا المحافظة على التربة، وخاصة في مجال الزراعة. الحرث المنسوبي هو ممارسة متبعة لتمكين الزراعة المستدامة على الأراضي المنحدرة؛ بمعنى ممارسة الحراثة على طول خطوط ارتفاع متساوية بدلًا من صعود وهبوط المنحدر.
- والتضاريس أمر بالغ الأهمية عسكريًا لأنها تحدد قدرة القوات المسلحة على الاستيلاء على المناطق والسيطرة عليها ونقل القوات والمواد إلى المناطق والمرور عبرها. ففهم التضاريس هو أمر أساسي للإستراتيجية الدفاعية والهجومية على حد سواء.
- والتضاريس مهمة في تحديد أنماط الطقس. فربما تتجاور منطقتان قريبتان من بعضها البعض جغرافيا ولكن تختلفان جذريًا في مستويات أو توقيتات هطول الأمطار بسبب الاختلافات في الارتفاع أو تأثير «ظل المطر».
- المعرفة الدقيقة للتضاريس هي أمر حيوي في مجال الطيران، وخاصة بالنسبة لمسارات التحليق على ارتفاع منخفض والمناورات (انظر التضاريس وتفادي الاصطدام) وارتفاع موقع المطار. كما تؤثر التضاريس أيضا على مدى وأداء الرادارات ونظم الملاحة ذات الإذاعة الأرضية. وعلاوة على ذلك، قد تؤثر المرتفعات بشدة على تنفيذ الميناء الجوي الجديد واتجاه مدرجاته.

## رسم الخرائط المجسمة
يشير مصطلح رسم الخرائط المجسمة (أو التضاريس المحلية) تحديدًا إلى القياس الكمي لتغير الارتفاع الرأسي في المناطق الطبيعية. وهو الاختلاف بين الارتفاعات القصوى والدنيا داخل منطقة معينة، تكون عادةً محدودة الامتداد. وقد يتغير رسم الخرائط المجسمة مع حجم المنطقة المقيسة، مما يؤدي إلى زيادة أهمية تعريف مقياس الرسم المستخدم في القياس. ونظرًا لارتباطه بمنحدر السطوح في المنطقة المعنية وتدرج أية تيارات مائية حالية، فرسم الخرائط المجسمة لمنطقة طبيعية هو طريقة قياس مفيدة لدراسة سطح الأرض.

## علم تشكل الأرض
علم تشكل الأرض هو في جزء كبير منه دراسة تشكُّل التضاريس أو الطوبوغرافيا. وتتشكل التضاريس من العمليات المتقاطعة:
- العمليات الجيولوجية: هجرة الصفائح التكتونية والتصدع والطي، والانفجارات البركانية والأنهار.
- عمليات التعرية: التعرية بالمياه والرياح، والانهيارات الأرضية.
- العمليات خارج كوكب الأرض: تأثيرات النيازك.

تسبب العمليات التكتونية، مثل نشأة الجبال ارتفاع سطح الأرض وتسبب عمليات التعرية أو التجوية نحرًا في الأرض إلى انخفاضات.
مؤشرات سطح الأرض هي المقاييس الكمية للخصائص المورفولوجية القياسية المختلفة لسطح ما. تستخدم الأمثلة الأكثر شيوعًا لاشتقاق ميل أو منحدر من التضاريس أو الانحناءات في كل موقع. ويمكن أيضًا استخدام هذه المقاييس لاشتقاق المعايير الهيدرولوجية التي تعكس عمليات التدفق/التعرية. تستند المعايير المناخية على عمل نموذج الإشعاع الشمسي أو تدفق الهواء.
أجسام سطح الأرض أو الأشكال الأرضية، هي أجسام مادية محددة (خطوط ونقاط ومناطق) تختلف عن الأجسام المحيطة بها. المثال النموذجي الأمثل هو خطوط مجمعات المياه وأنماط التيار والتلال وخطوط الكسر والبرك أو حدود تضاريس معينة.